# 西坊千影
西坊 千影（にしのぼう ちかげ）は江戸時代後期の俳人。西坊家第6代当主胤昌（たねまさ）。俳号は敲月居千影。

## 生涯
宝暦6年（1756年）12月13日、園城寺山内円満院の坊官西坊（にしのぼう）家第5代当主胤良（たねよし）の長男として生まれた。宝暦10年（1760年）12月22日、5歳で父に死に別れ、母袖岡に育てられたが、成人して父のあとを継いだ。宝暦11年（1761年）11月11日家督、明和8年（1771年）6月15日得度、明和8年（1771年）8月1日叙法橋、安永6年（1777年）6月28日叙法眼、寛政4年（1792年）12月26日叙法印、民部卿。前室は、綾部藩主九鬼隆貞の娘蕗であった。
文政8年（1825年）2月14日、70歳で没し、大津市の新光寺に葬られた。
法号は観空院禅室影昌法印。

## 俳人として
俳譜は蝶夢に学び、寛政1年（1789年）に蝶夢の編んだ『新類題発句集』に11句みえるのが、少なくとも千影の名では最も早い時期の句である。
寛政5年（1793年）には、義仲寺や幻住庵などで芭蕉の百回忌がおこなわれたが、千影はこれらに参列し、幾つかの句を残している。後年、義仲寺が無住となったおり、千影がその管理に当たったこともある。享和3年（1803年）、現豊岡市城崎町へ旅をして城崎温泉御所の湯で『梅か香や御所のゆあみの女から』等の俳句を詠んでいる。

## 系譜
天武天皇-舎人親王-御原王-小倉王-清原夏野-海雄-房則-業恒-広澄・・・・・古市胤晃-胤條-胤尋-胤尊-重胤-隆胤-藤勝-澄胤-胤慶-胤栄-西坊胤清-胤将-胤信-周胤-胤良-胤昌（千影）-敬胤-暹胤-七造-胤明-現当主